# Guolbanrivier
De Guolbanmarivier (Guolbanjåkka / Guolbanjohka) is een beek die stroomt in de Zweedse gemeente Kiruna. De beek ontvangt haar water uit een bergplateau en stroomt daarbij langs de berg Guolbanoaivi (Kuolpanaive) van 698 meter hoog. Ze stroomt naar het zuidoosten en gaat op in de Láfutrivier.
Afwatering: Guolbanrivier → Láfutrivier → Lainiorivier → Torne → Botnische Golf